# 吾妻さおり
吾妻 さおり（あづま さおり、5月10日 - ）は、東京都出身のプロ雀士。中央大学卒。日本プロ麻雀連盟所属。現在、同団体内での段位は六段、愛称は「学問の女神サラスヴァティー」。

## 来歴
大学卒業後は国語科教員になるが、麻雀教室の講師を目指すために退職。日本プロ麻雀連盟の門を叩く。2006年からNHKカルチャーなどの健康麻雀講師をつとめ、現在に至る。趣味は料理・ドライブ・カラオケ、音楽鑑賞、麻雀観戦、スポーツ観戦。特技はバドミントン・書道。バドミントンは中学時代に都大会ベスト16。書道での雅号は彩織（さおり）。全国書道で特選を受賞している。
2013年度、第8期女流桜花決勝に進出。第6・7期女流桜花魚谷侑未、第9期プロクイーン和久津晶、第10期プロクイーン安田麻里菜を相手に門前高打点を武器に徹底的に攻める。最終半荘を前に一度は和久津に首位の座を明け渡すが、オーラスにタンピン二盃口の満貫をアガり再逆転。悲願の初タイトルを獲得した。優勝直後のインタビューで「最後に綺麗な手が来てくれました。麻雀をもっと好きになりました。」と涙を必死に堪えながらコメントしている。続く2014年度、第9期でも第8期と全く同じ相手となった3人を相手に戦うが、途中安田麻里菜に大量リードされる。47.7ポイント差で迎えた最終半荘。南場の親で連荘し、持ち点は70000超え。決定戦最後の親番で劇的な大逆転。オーラスの安田の親では役なしの難しい手を最速の手順でツモりあげ、2連覇を達成した。

## 獲得タイトル
- 女流桜花　2期（第8・9期）
- 特別昇級リーグ　1期（第17期）
- ロン２ 2015winter エキシビションマッチ 優勝
- チャレンジカップ　1回（第110回）